# Llau del Caragol
La Llau del Caragol, és una llau de Tremp, al Pallars Jussà. Es forma a Montibarri, a l'extrem sud-est de la Serra Mitjana, a 1.165 m. alt., entre el Caragol i el Cap de Caragol, dos tancats revolts de la pista rural que per Montibarri uneix Tremp i Gurp amb Esplugafreda i Sapeira.
Tot just després del lloc on es forma aquesta llau deixa al nord-est l'Espluga de Lledós, passa per l'Arreposador i baixa en direcció sud-est cap als Camps del Seix i la Borda de Servent, passa per la Font de Vilera, deixant al nord-est les Bordes de Seix. Poc després passa per ponent de Casa Belep, on emprèn la direcció sud, i quan arriba a l'Obac de Sant Miquel torna a torçar cap al sud-est. S'adreça a Casa Isabel, que deixa al sud, i poc després entra en terme de Talarn. Tot just després d'entrar en el terme de Talarn s'ajunta amb la llau del Tapó.